# 聖徳太子の超改革
『聖徳太子の超改革 〜遣隋使から1400年 日本を決めた男〜』（しょうとくたいしのちょうかいかく けんずいしから1400ねん にほんをきめたおとこ）は、テレビ朝日系列の『サンデーデラックス』（日曜18:56 - 20:54）で2007年11月25日に放送されたテレビドラマ兼ドキュメンタリー。松下電器産業（現：パナソニック）の一社提供特別番組（パナソニックスペシャル）。
堺屋太一の企画・原案による。遣隋使派遣1400周年を記念し、ドラマとドキュメンタリーを織り交ぜて聖徳太子の改革を紹介する。

## 出演
- ナビゲーター：北大路欣也
- 聖徳太子：武田真治
- 推古天皇：戸田菜穂
- 慧慈：阿部力
- 小野妹子：山崎裕太
- 慧慈：鈴木一真
- 裴世清：載寧龍二
- 来目皇子：松尾政寿
- 使者：松永博史
- 東漢直駒：千代將太
- 蘇我蝦夷：川村陽介
- 崇峻天皇：大石吾朗
- 煬帝：河原さぶ
- 記者A：仁藤優子
- 記者B：比企理恵
- 蘇我馬子：鶴見辰吾

## スタッフ
- 原案：堺屋太一
- 企画：堺屋太一
- 脚本：香取俊介
- アシスタントディレクター：村上智博ほか
- 総合演出：高橋司
- プロデューサー：早川忠夫ほか
- 制作：テレビ朝日、ViViA[1]